# Rondel Sorrillo
Rondel Sorrillo (ur. 21 stycznia 1986 w La Brea) – trynidadzko-tobagijski lekkoatleta, specjalizujący się w biegach sprinterskich, olimpijczyk, medalista igrzysk Wspólnoty Narodów oraz igrzysk panamerykańskich. Wielokrotnie stawał na podium mistrzostw Ameryki Środkowej i Karaibów.

## Osiągnięcia
| Rok  | Impreza                                  | Miejsce        | Konkurencja             | Lokata      | Wynik |
| ---- | ---------------------------------------- | -------------- | ----------------------- | ----------- | ----- |
| 2006 | Młodzieżowe mistrzostwa NACAC            | Santo Domingo  | sztafeta 4 × 100 metrów | 3. miejsce  | 39,98 |
| 2007 | Mistrzostwa NACAC                        | San Salvador   | sztafeta 4 × 100 metrów | 3. miejsce  | 39,92 |
| 2008 | Mistrzostwa Ameryki Środkowej i Karaibów | Cali           | bieg na 200 metrów      | 2. miejsce  | 20,71 |
| 2008 | Igrzyska olimpijskie                     | Pekin          | bieg na 200 metrów      | ćwierćfinał | 20,63 |
| 2009 | Mistrzostwa Ameryki Środkowej i Karaibów | Hawana         | bieg na 200 metrów      | 2. miejsce  | 20,72 |
| 2009 | Mistrzostwa Ameryki Środkowej i Karaibów | Hawana         | sztafeta 4 × 100 metrów | 1. miejsce  | 38,73 |
| 2009 | Mistrzostwa świata                       | Berlin         | bieg na 200 metrów      | półfinał    | 20,63 |
| 2010 | Igrzyska Ameryki Środkowej i Karaibów    | Mayagüez       | bieg na 200 metrów      | 2. miejsce  | 20,59 |
| 2010 | Igrzyska Ameryki Środkowej i Karaibów    | Mayagüez       | sztafeta 4 × 100 metrów | 1. miejsce  | 38,24 |
| 2011 | Mistrzostwa Ameryki Środkowej i Karaibów | Mayagüez       | bieg na 200 metrów      | 2. miejsce  | 20,64 |
| 2011 | Mistrzostwa Ameryki Środkowej i Karaibów | Mayagüez       | sztafeta 4 × 100 metrów | 2. miejsce  | 38,89 |
| 2011 | Mistrzostwa świata                       | Daegu          | bieg na 200 metrów      | 7. miejsce  | 20,34 |
| 2012 | Igrzyska olimpijskie                     | Londyn         | bieg na 100 metrów      | półfinał    | 10,31 |
| 2012 | Igrzyska olimpijskie                     | Londyn         | bieg na 200 metrów      | eliminacje  | 20,76 |
| 2013 | Mistrzostwa świata                       | Moskwa         | bieg na 100 metrów      | eliminacje  | 10,25 |
| 2013 | Mistrzostwa świata                       | Moskwa         | sztafeta 4 × 100 metrów | 7. miejsce  | 38,57 |
| 2014 | IAAF World Relays                        | Nassau         | sztafeta 4 × 100 metrów | 2. miejsce  | 38,04 |
| 2014 | Igrzyska Wspólnoty Narodów               | Glasgow        | bieg na 200 metrów      | półfinał    | 20,57 |
| 2014 | Igrzyska Wspólnoty Narodów               | Glasgow        | sztafeta 4 × 100 metrów | 3. miejsce  | 38,10 |
| 2015 | Igrzyska panamerykańskie                 | Toronto        | bieg na 200 metrów      | półfinał    | 20,61 |
| 2015 | Igrzyska panamerykańskie                 | Toronto        | sztafeta 4 × 100 metrów | 3. miejsce  | 38,69 |
| 2016 | Halowe mistrzostwa świata                | Portland       | bieg na 60 metrów       | półfinał    | 6,68  |
| 2016 | Igrzyska olimpijskie                     | Rio de Janeiro | bieg na 200 metrów      | półfinał    | 20,33 |
| 2016 | Igrzyska olimpijskie                     | Rio de Janeiro | sztafeta 4 × 100 metrów | –           | DQ    |

## Rekordy życiowe
- Bieg na 60 metrów (hala) – 6,57 (2015)
- Bieg na 100 metrów – 10,03 (2012) / 9,99w (2013)
- Bieg na 200 metrów – 20,16 (2011)